# Jessica Thornton
Jessica Thornton (ur. 12 kwietnia 1998) – australijska lekkoatletka specjalizująca się w biegach sprinterskich.
Mistrzyni igrzysk olimpijskich młodzieży w biegu na 400 metrów (2014).
Medalistka mistrzostw Australii.

## Osiągnięcia
| Rok  | Impreza                        | Miejsce        | Konkurencja             | Lokata     | Wynik   |
| ---- | ------------------------------ | -------------- | ----------------------- | ---------- | ------- |
| 2014 | Igrzyska olimpijskie młodzieży | Nankin         | bieg na 400 metrów      | 1. miejsce | 52,50   |
| 2014 | Puchar interkontynentalny      | Marrakesz      | sztafeta 4 × 400 metrów | 4. miejsce | 3:36,89 |
| 2016 | Mistrzostwa świata juniorów    | Bydgoszcz      | bieg na 400 metrów      | 4. miejsce | 52,05   |
| 2016 | Mistrzostwa świata juniorów    | Bydgoszcz      | sztafeta 4 × 400 metrów | eliminacje | 3:37,83 |
| 2016 | Igrzyska olimpijskie           | Rio de Janeiro | sztafeta 4 × 400 metrów | 8. miejsce | 3:27,45 |

## Rekordy życiowe
- Bieg na 200 metrów – 23,26 (2016)
- Bieg na 400 metrów – 52,05 (2016)